# Louis Delanois
Louis Delanois (Parigi, 1731 – 1792) è stato un ebanista francese.

## Biografia

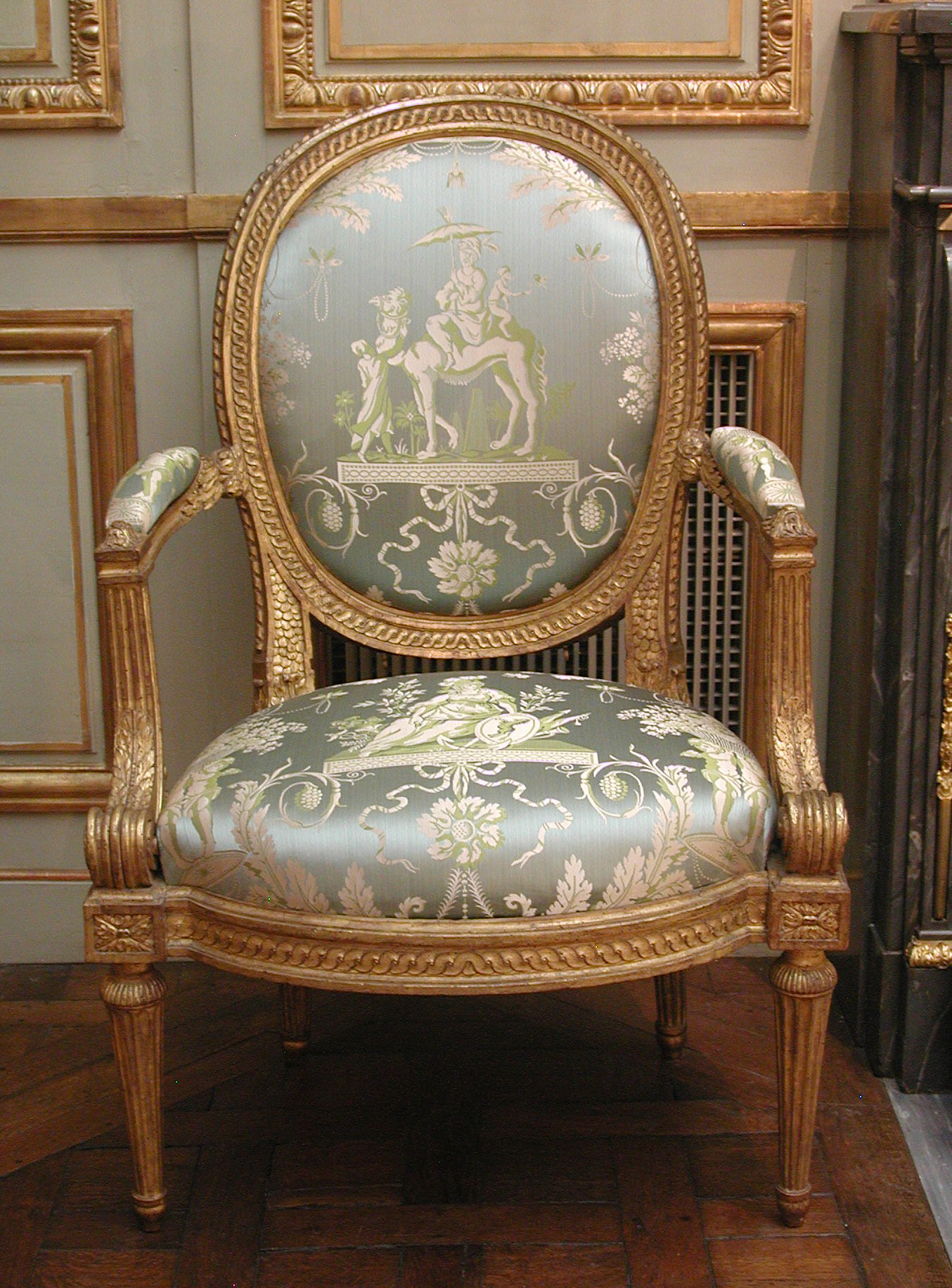
Louis Delanois - Poltrona, 1770 circa, MET

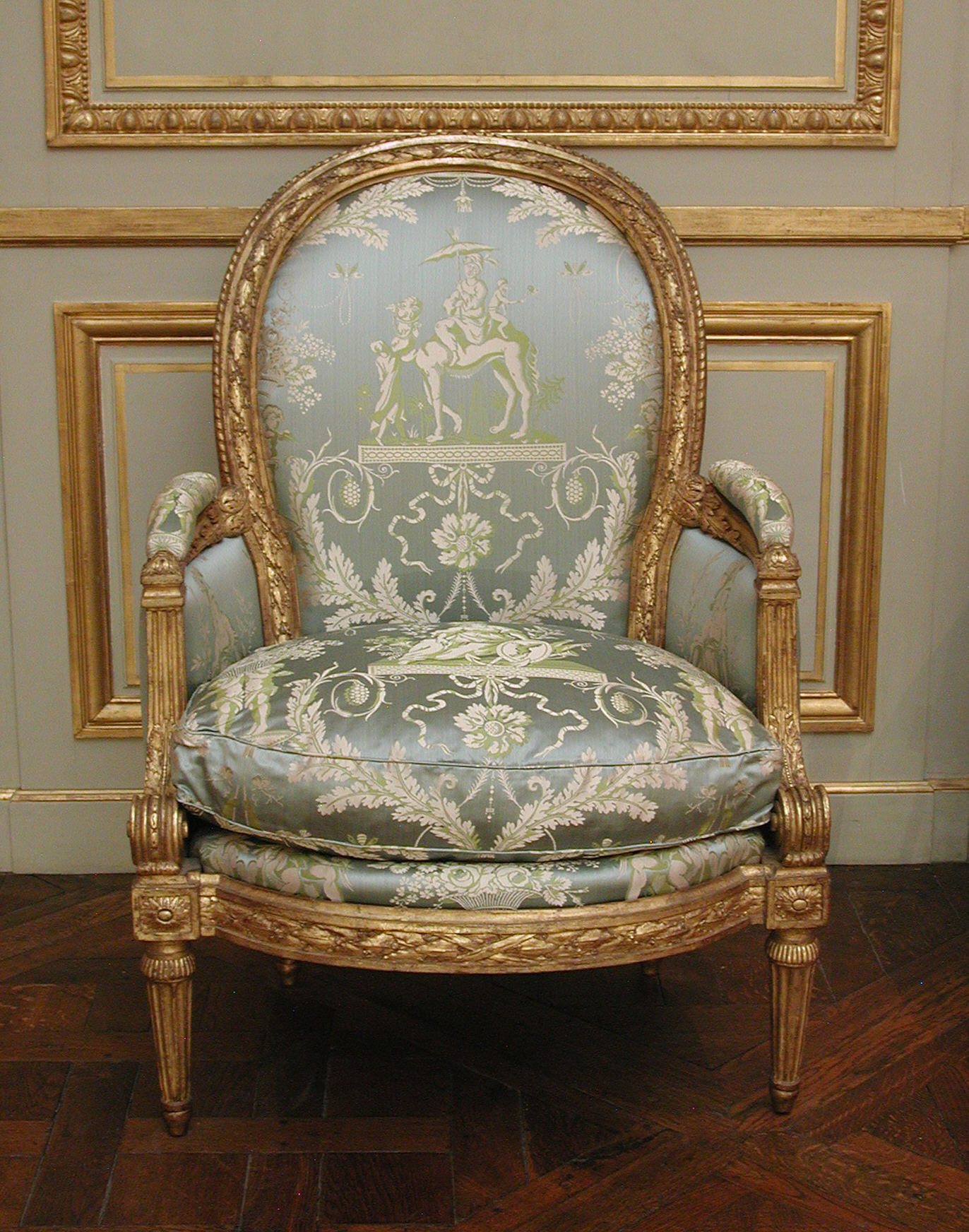
Louis Delanois - Bergère MET

Era un ebanista parigino, specializzato nella costruzione di sedie di poltrone e di bergère, in stile Luigi XV e in stile Luigi XVI, realizzate in legno intagliato e dorato a foglia d'oro zecchino. Diventò maestro ebanista nel 1761 ed ebbe tra i suoi clienti Madame du Barry, Carlo fratello del re di Francia e allora conte d'Artois, Luigi Filippo I di Borbone-Orléans duca di Chartres, Luigi Giuseppe di Borbone-Condé principe di Condé, il re di Polonia Stanisław Poniatowski e John Sackville III duca di Dorset.
La sua prima bottega era in rue Bourbon-Villeneuve, ma il successo gli permise di trasferirla nella più prestigiosa rue des Petits-Carreaux. L'ebanista Georges Jacob per tre anni ha lavorato come operaio nella bottega di Delanois.
Insieme allo scultore Joseph Nicolas Guichard e a un doratore che conosciamo come Cagny, a partire dal 1769 Delanois fornì arredi al Castello di Versailles: un letto scolpito con fiori, un canapé, 3 poltrone e 13 sedie per un salotto, 31 sedie per una camera da pranzo e, inoltre, altre 19 sedie per la galleria, impreziosite da sculture simboliche della Guerra, della Caccia,  della Pesca, dell'Amore.
Rielaborava col passere del tempo il suo stile, adattandolo all'evolversi della moda: da rococò, con morbide volute, lo trasformò in neoclassico, con piccole ghirlande di fiori e con medaglioni, e con un innesto cubico delle gambe che scolpiva a forma di colonnina scanalata. Si firmava "L Delanois": l'iniziale era separata dal cognome, non con un punto, ma con un piccolo rombo.
Nel suo libro di conti egli annotava scrupolosamente le sue realizzazioni. Per speculazioni errate, nel commercio del legname, arrivò al fallimento nel 1789. Dimenticato allo scoppio della Rivoluzione francese, morì in povertà.

### Opere nei musei
- Duchesse brisée, Louvre.
- Poltrona à la reine, "Musée des Arts Décoratifs" del Louvre.
- Poltrona à la reine, à châssis e poltroncine, fine stile Luigi XV, Metropolitan Museum.
- Poltrona stile Luigi XV à la reine, Gruuthuse a Bruges.